# Giardinetti-Tor Vergata
Giardinetti-Tor Vergata è la zona urbanistica 8C del Municipio Roma VI di Roma Capitale, estesa sulle zone Z. XVI Torrenova e Z. XVII Torre Gaia.
Situata ad est della capitale, esternamente e a ridosso del Grande Raccordo Anulare, tra la via Casilina, la via Tuscolana e l'Autostrada A2 Roma-Napoli, è sede della Università degli Studi di Roma Tor Vergata e del Policlinico Tor Vergata (PTV), prendendo il nome dalle due frazioni che vi si trovano: Giardinetti e Tor Vergata. 